# Palatul Suter

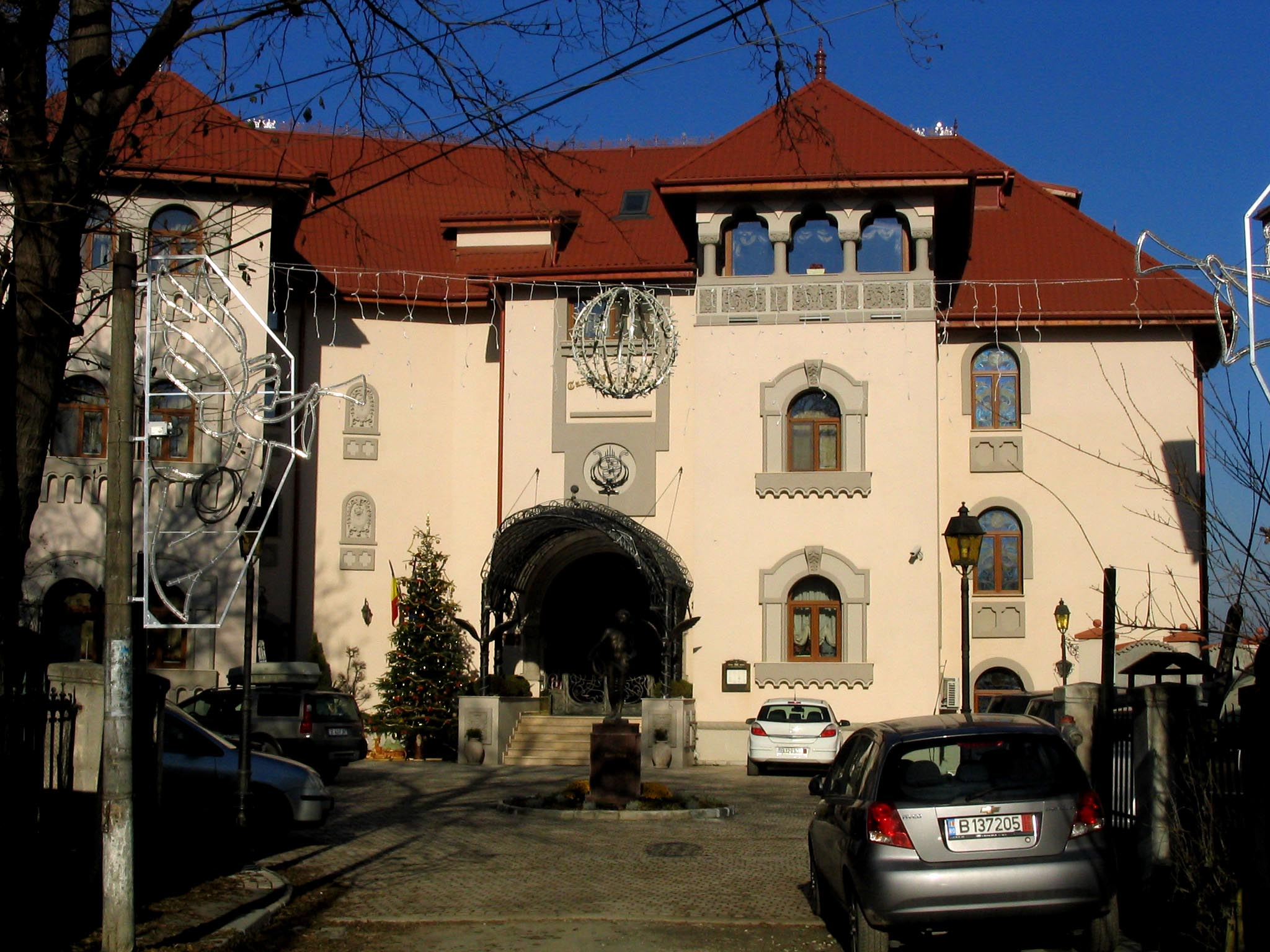
Palatul Suter

Palatul Suter este un imobil din București, România, construit în perioada 1902–1906, în stil neoclasic cu influențe brâncovenești, de către arhitectul german Adolf Suter, un apropiat al regelui Carol I al României. Hotelul este situat în apropiere de Parcul Carol I, pe Aleea Suter de pe dealul Filaret.
Prin 1940, imobilul a fost cumpărat de un bancher care l-a făcut cadou amantei. După scurt timp, imobilul a fost naționalizat de către comuniștii veniți la putere și transformat în sediu al Partidului și chiar în  centru de coordonare a operațiunilor locale ale serviciilor secrete sovietice (KGB).  Retrocedat proprietarilor de drept în 2001, a fost renovat și transformat în hotel de lux.

## Renovarea din anii 2000
Clădirea a fost supusă unui proiect amplu de consolidare, renovare, modernizare și restaurare desfășurat între 2003 și 2007 cu participarea unor arhitecți și designeri de renume din România, Italia, Austria și Germania. Lucrare realizată în cea mai mare parte de firme de specialitate (artă, restaurări, design, finisaje, dotări-mobilier) cu muncitori și artizani din Italia, Austria, Cehia și Polonia. 
În urma lucrărilor desfășurate pe o perioadă de aproape 4 ani, clădirea a fost complet refăcută atât din punct de vedere structural, al rezistenței, cât și funcțional dar mai ales din punct de vedere arhitectural fiind în proporție de 70–80% readusă la ceea ce a fost cândva Palatul Suter - original. Lucrarea a fost premiată de Uniunea Arhitecților din România drept cel mai bun proiect de restaurare și design interior din 2007. 
În vederea realizării acestui proiect au fost realizate materiale originale ale epocii de către aceleași firme din Italia, Austria, Danemarca, Anglia, România și Germania care au furnizat parte din materiale (decorațiunile din lemn, tapetul de mătase, candelabrele din cristale, piatră naturală de Turda, etc) și între anii ridicării inițiale a clădirii adică 1902-1906.  

## Hotelul
De atunci, în clădire funcționează un hotel de cinci stele, deținut de omul de afaceri Adrian Petre.
Inaugurat în septembrie 2007, a câștigat rapid reputație, ca unul dintre cele mai exclusiviste (și scumpe) hoteluri din București.
Conține unul dintre cele mai mari candelabre de cristal Murano din lume, lung de patru etaje. Mai multe personalități importante au fost cazate acolo până acum, printre care Beyoncé, Deep Purple și Enrique Iglesias.
Poziția de pe dealul Filaret este una dintre cele mai înalte din punct de vedere geografic din metropolă. Strada a fost proiectată de arhitectul Suter, apropiat al regelui Carol I, în jurul anilor 1920; multe din clădirile acestei străzi au caractere arhitecturale comune.
În timpul regimului comunist, clădirea a funcționat ca sediu al Partidului Comunist, apoi ca sediu al ICRAL.
Este singurul hotel de tip small luxury din România și este singura structură de cazare românească inclusă în topul hotelurilor de lux elaborat de revista americană Condé Nast Traveler.
Unitatea este clasificată la cinci stele și are 19 camere, printre care un Junior Suite și trei apartamente, un restaurant cu bucătărie internațională și un Piano Bar.